# Insuficiência pulmonar
A insuficiência pulmonar  (ou incompetência, ou refluxo pulmonar) é uma condição na qual a válvula pulmonar é incompetente  e permite o refluxo da artéria pulmonar para o ventrículo direito do coração durante a diástole. Embora uma pequena quantidade de refluxo possa ocorrer normalmente, geralmente é mostrado apenas em um ecocardiograma e é inofensivo. A regurgitação mais pronunciada observada através de um exame físico de rotina é um sinal médico de doença e requer investigação adicional. Se for secundário à hipertensão pulmonar, é denominado sopro de Graham Steell.

## Sinais e sintomas
Como a regurgitação pulmonar é o resultado de outros fatores do corpo, quaisquer sintomas perceptíveis são, em última análise, causados por uma condição médica subjacente, e não pela própria regurgitação. No entanto, a regurgitação mais grave pode contribuir para o aumento do ventrículo direito por dilatação e, em estágios posteriores, insuficiência cardíaca direita.  Um sopro diastólico decrescendo às vezes pode ser identificado (melhor ouvido) sobre a borda esternal inferior esquerda. 

## Causas

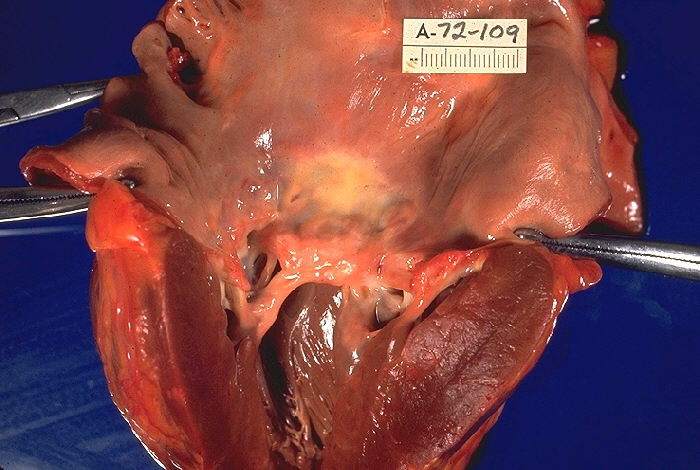
Doença cardíaca reumática,

Entre as causas da insuficiência pulmonar estão:
- Hipertensão pulmonar
- Endocardite infecciosa
- Doença cardíaca reumática
- Doença do tecido conjuntivo
- Síndrome carcinoide
- Anormalidades congênitas
- Tetralogia de Fallot
- Válvula cardíaca protética

## Fisiopatologia
A fisiopatologia se deve às variações da pressão diastólica entre a artéria pulmonar e o ventrículo direito, as diferenças costumam ser muito pequenas, mas aumentam a regurgitação. Uma elevação da insuficiência pulmonar devido à pressão intratorácica elevada é relevante em pacientes ventilados (com fisiologia ventricular direita restritiva aguda). As razões para as mudanças na rigidez das paredes do ventrículo direito não são bem compreendidas, mas acredita-se que essa rigidez aumente com a hipertrofia do ventrículo. 

## Diagnóstico
No diagnóstico da insuficiência pulmonar, tanto o ecocardiograma quanto o ECG são utilizados para verificar se o indivíduo apresenta essa condição, bem como, o uso de uma radiografia de tórax para expor o aumento do átrio ou ventrículo direito. 

## Tratamento
No tratamento da insuficiência pulmonar, deve-se determinar se a hipertensão pulmonar está causando o problema para, portanto, iniciar a terapia mais apropriada o mais rápido possível (hipertensão pulmonar primária ou hipertensão pulmonar secundária devido a tromboembolismo).  Além disso, a insuficiência pulmonar é geralmente tratada abordando a condição subjacente,  em certos casos, a válvula pulmonar pode ser substituída cirurgicamente. 